# Notdurft (Band)
Notdurft war eine deutschsprachige Punkband aus Bielefeld. 

## Geschichte
Gegründet wurde die Band ca. 1978 als Schülerband von Bassist Johann „Jones“ Stolze und Sänger Thomas Pielecki. Bis zur Einspielung des selbstbetitelten Debüt-Albums im Jahr 1982 kamen noch die Gitarristen Uli Frischemeyer und Bernd Hövelmeyer hinzu sowie Schlagzeuger Lutz Kramer und Sängerin Carola Prietzel („Rolli“). 
1983 verunglückte Uli Frischemeyer tödlich und Lutz musste aus gesundheitlichen Gründen das Schlagzeug aufgeben. So kamen dann Albert Klose (Gitarre) und Oliver Bednorz (Schlagzeug) zur Band. 1985 löste sich die Band vorübergehend auf. 
Mit Dave Evans als neuem Sänger machten Jones Stolze, Bernd Hövelmeyer, Albert Klose und Oliver Bednorz als Mind Overboard weiter. Nach einigen Umbesetzungen bestand die Band zuletzt aus Jones Stolze, Bernd Hövelmeyer, Andreas Hancock (Gitarre), Morten Wienold (Schlagzeug) und Fritz Kraft (Gesang) und löste sich 1994 auf. Beim Abschiedskonzert von Mind Overboard gab es einen Auftritt von Notdurft, die fortan weitermachten in der Besetzung Thomas Pielecki (Gesang), Jones Stolze (Bass), Bernd Hövelmeyer (Gitarre), Albert Klose (Gitarre) und Oliver Bednorz (Schlagzeug). 
1997 verließ Bernd Hövelmeyer die Band und kurz darauf stieg auch Albert Klose aus. Als Ersatz kamen nun Andreas Hancock (ehemals Mind Overboard, Xenomorph) und Wolke (Michael Wolkstein, Xenomorph). In dieser Besetzung wurden noch zwei Konzerte gespielt. Am 3. Juni 1997 verstarb Thomas Pielecki und die Rest-Band löste sich nach einem Abschiedskonzert auf.
Jones Stolze spielte später bei den Bands Petra, Animales Con Ruido, Commandantes und aktuell Caminos und Human Hair People. Bernd Hövelmeyer nahm solo einige Wohnzimmer-Studio-Alben auf, die sich musikalisch zwischen Proto-Punk und Blues bewegen, bevor er mit dem Material und der Band The Nymphomaniacs (unter anderem mit Andreas Hancock) auch wieder auf die Bühne zurückkehrte. Neben den Nymphomaniacs spielt er noch bei der Band Uschi Obermaier Experience.

## Diskografie

### Alben
- 1982: Notdurft (CD/LP, Aggressive Rockproduktionen)
- 1996: Junge Liebe in Gefahr (CD/LP, Impact Records)
- 1997: Im Himmel gibt’s kein Pogo – Ein Tribut an Tom Pielecki & Notdurft (CD/MC, Überfall Records)
- 2007: Roh und beliebt. 1980 - 1997 (Download/Doppel-CD, Überfall Records)
- 2012: Proletenkarneval (CD-Kompilation, Überfall Records)

### Samplerbeiträge
- 1982: Soundtracks zum Untergang 2 CD/LP („Süße Heimat“, „Amis“, „Arschkriecher-Einheitsfront“)
- 1989: Deutschpunk Kampflieder CD/LP („Dein Recht“, falsch betitelt als „Schlag zurück“)
- 1997: Die drei von der Punkstelle CD („Ich will nicht so sein wie ihr“)
- 2003: Commandantes & Amigos 2-CD („Amis“)
- 2005: Punk Rock BRD 2 CD („Was dann“)
- 2007: BRD Punk Terror V CD („Hitlers Geist“)
- 2011: Wir kommen hier wech 2-CD („Ich will nicht so sein wie ihr“)
- o. J.: Live Is Live and Loud Is Punk - Teil 2 MC („Im Himmel gibt's kein Pogo“)